# Honda T360

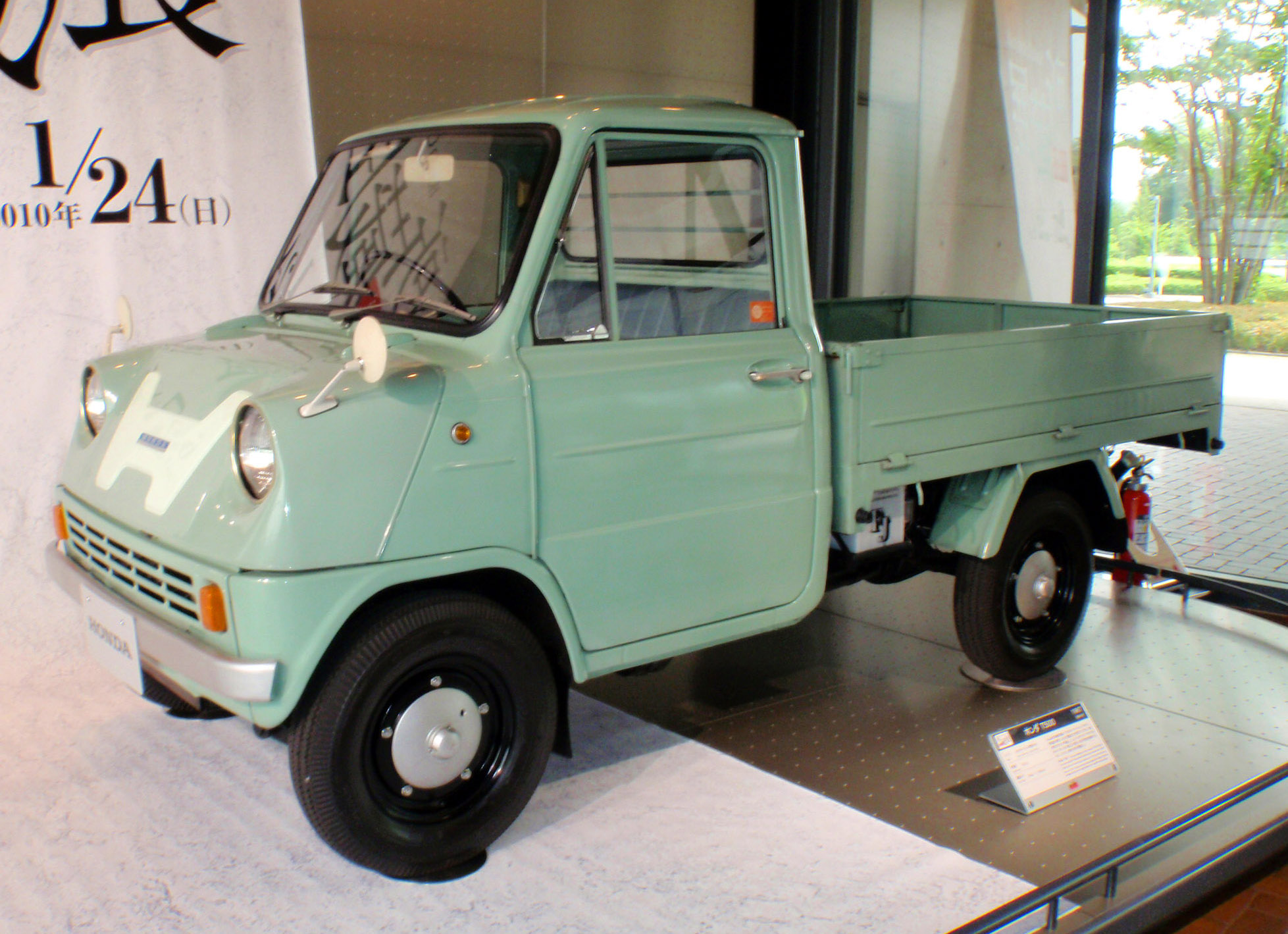
Honda T500

El Honda T360 (ホンダ・T360, Honda Tii-san byaku roku jū) fou un automòbil lleuger o kei car produït pel fabricant d'automòbils japonés Honda entre els anys 1963 i 1967. El T360 fou el primer automòbil produït en massa per Honda només quatre mesos abans que el Honda S500.
El T360 equipava un motor de quatre cilindres en línia DOHC de 360 (356) centímetres cúbics que compartia amb el Honda S360, prototip de kei esportiu i primer vehicle desenvolupat per la marca. El motor estava instal·lat al centre del xassís, sota els seients dels passatgers, des d'on es podia accedir a ell i comptava amb una velocitat màxima de 100 quilòmetres per hora. El motor generava 30 cavalls de potència a 8.500 revolucions per minut, reflectint l'herència motociclista de Honda. Un total de 108.920 unitats del model foren produïdes entre l'any 1963 i l'agost de 1967, totes elles pintades de fàbrica en color "Blau Maig". El disseny del capó era d'estil petxina i quan aquest s'obria anava juntament amb els fars davanters.
El T500, similar però més gran i potent, muntava un motor de 531 cc de 38 cavalls de potència, eixint per dimensions i motorització de la categoria dels kei car. El T500, presentat per primera vegada el setembre de 1964, estava destinat principalment al mercat d'exportació. El seu motor era molt revolucionat (el màxim comú arribava a 7.500 rpm, però el màxim forçat a 9.000 rpm) i era una versió reduïda del motor esportiu del Honda S500. La velocitat màxima era de 105 km/h. Entre 1964 i novembre de 1967 es produïren un total de 10.226 unitats, totes elles pintades de fàbrica en color "Verd Molsa". A més de les diferències en color i motor, el T500 era 20 centímetres més llarg, ja que no havia de complir amb unes dimensions establides per la normativa dels kei. Altres diferències menors són l'espai per a matricules, major que als kei i el major càrrega del T500 amb 400 quilos de càrrega màxima.

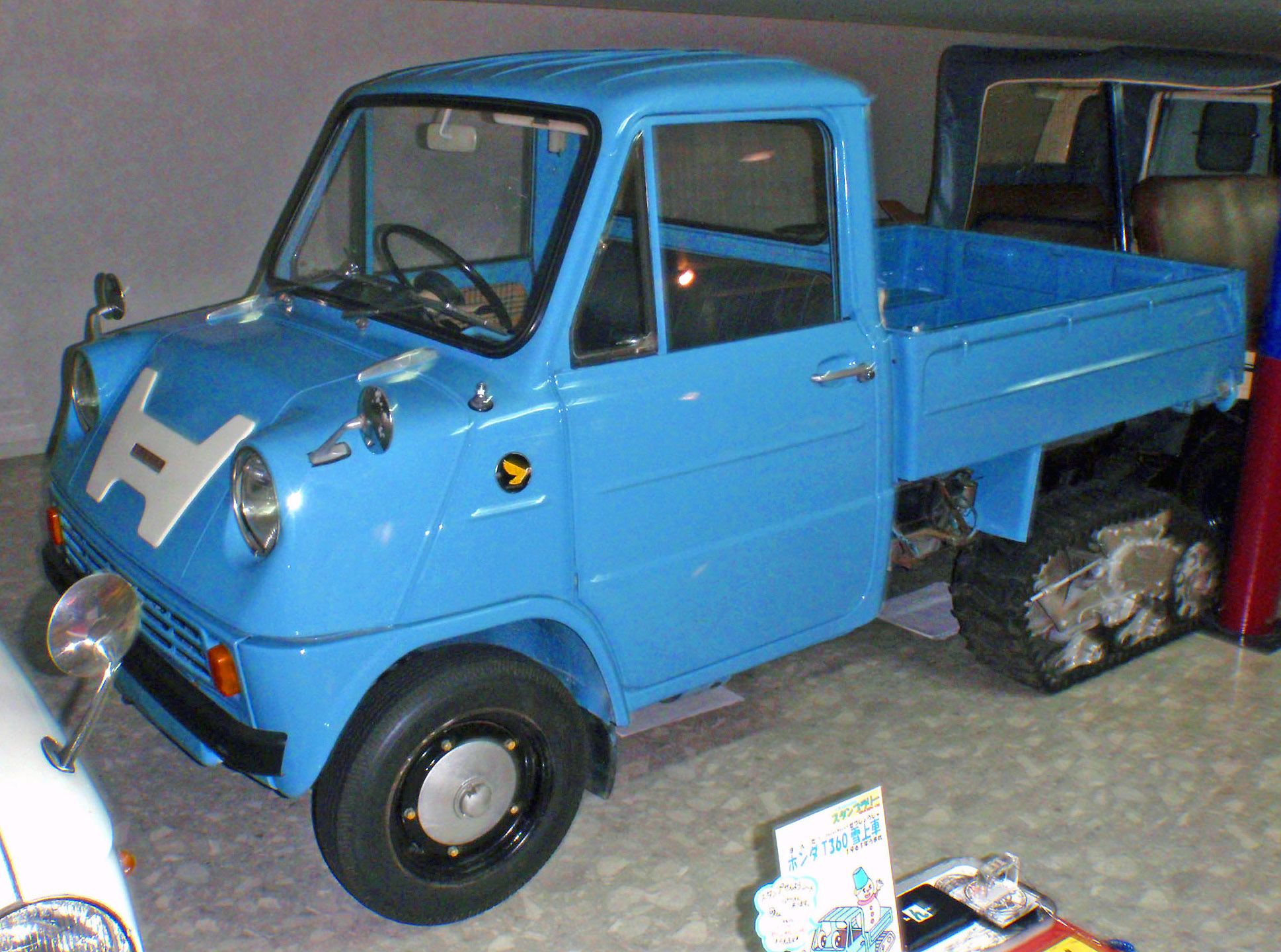
T360 semieruga per a la neu

El T360 fou desenvolupat i produït com a una camioneta amb tracció al darrere convencional, però també com a camioneta amb remolc pla (T360F), com a camioneta amb remolc pla i costats abatibles (T360H) i com a furgoneta (T360V). També va existir una versió anomenada "Tractor de Neu", que era en resum un T360 semieruga. Degut al seu elevat preu, aquest T360 semieruga va romandre com una extravaganza, tot i la seua utilitat en zones muntanyoses del Japó. En el cas del T500, aquest era comercialitzat en carrosseria de camioneta convencional (T500) o com a camioneta amb remolc pla i costats abatibles (T500F).